# Carnières (Belgique)
Pour les articles homonymes, voir Carnières.
Carnières est une section de la commune belge de Morlanwelz, située en Région wallonne dans la province de Hainaut.
C'était une commune à part entière avant la fusion des communes de 1977.

## Toponyme
On pense généralement que le nom de Carnières provient du mot bas-latin "carnus", qui correspond à "carpinus" en haut-latin et à "carne" en roman, signifiant "charme". Ainsi, Carnières désignerait un endroit riche en charmes. Cependant, il a aussi parfois été interprété comme dérivant du mot "carnage".

## Géographie

### Morphologie urbaine

#### Quartiers
- Vieille église. Nom donné sur le site de l'ancienne église Saint-Hilaire (XVe siècle).
- Pairois. Le Pairois est un hameau encore appelé ainsi aujourd'hui, situé à proximité de la rue Beauregard[2]. Le Pairois est l'un des plus anciens endroits habités de Carnières, car il est mentionné dans une charte datant de 1265[2].
- Beauregard, c'est le nom d'un hameau qui se trouve près de la ferme portant le même nom[3]. L'appellation est certainement très ancienne ; elle remonte au moins au XVIe siècle et désigne une partie élevée de Carnières, délimitée par la Chaussée, la rue Trichon et la rue Beauregard[3].
- Le Batrau, c'est le nom d'un lieu-dit et d'un cabaret avec salle de danse qui existaient dans la deuxième moitié du XIXe siècle. Ce lieu-dit correspond au carrefour formé par les rues de la Station, E. Vandervelde et Bughin, situé au cœur du village, entre le haut du Centre et le bas des Trieux[3].
- Le Haussu.
- Les Trieux. De manière générale, cela désigne aujourd'hui toute la partie de Carnières située au nord de la voie ferrée reliant Charleroi à Haine-Saint-Pierre. Cette section correspond entièrement aux limites de la paroisse Saint-Joseph[4].
- Collarmont. Hameau qui se situe au sud de Carnières. Ce hameau fut le théâtre de la bataille de Charleroi le 22 août 1914.
- Saint-Éloi, un hameau niché entre la Chaussée Brunehault et la Place Communale. Une chapelle portant le même nom, construite en 1826, se dresse à l'angle de la rue Saint-Éloi et de l'Avenue du Centenaire[5].
- Waressaix. Quartier qui se situe à l'est de la place de Carnières.

#### Lieux-dits
- Capron.
- Fond des Maçons.
- Le Champ-la-Haut.
- Les Trîs.
- Les Martinières.
- Tienne à Caillaux.
- Le Calvaire.
- Al Gade.
- Le Pas-de-Calais.

#### Cité
- Cité Bougard. Le Bois de l'Hôpital, un ancien site carniérois, évoquait autrefois la présence d'un hôpital. C'est à cet endroit qu'il fut décidé de bâtir une cité. En 1954, 24 maisons étaient prêtes, suivies de 26 supplémentaires en 1959. Trente maisons pour pensionnés furent construites en 1962, et 36 appartements en 1967[6].

#### Bois
- Bois de Chèvremont.
- Bois d'Hairemont.
- Bois de l'Hôpital.

### Hydrographie
Carnières est arrosée par :
- la Haine,
- le ruisseau de Stoqueau,
- la Haye,
- le ruisseau du Grand Pachy,
- le ruisseau de la Tour d'Herlmont.

## Évolution démographique
- Sources : INS, Rem. : 1831 jusqu'en 1970 = recensements, 1976 = nombre d'habitants au 31 décembre.

## Histoire
La conquête de la Gaule par les Romains a marqué notre commune, laissant des traces telles que l'aménagement d'une chaussée romaine appelée Brunehault, des substructions gallo-romaines et des monnaies.
Le nom de Carnières apparaît dans divers documents anciens sous plusieurs formes, presque toutes au féminin pluriel. On trouve "Carnières" dans le Polyptyque des possessions de l'abbaye de Lobbes (868-869), "Carneriae" dans une lettre des moines de cette abbaye à l'évêque Otbert de Liège (1077-1094), ainsi que dans la Charte d'Alard, évêque de Cambrai (1177), dans une bulle du pape Célestin III (1194) et dans les Lettres de Robert, chevalier de Carnières, présentes dans le Cartulaire de l'abbaye de Bonne-Espérance (1212). D'autres documents datés de 1265, 1298, 1460 et 1503 mentionnent également ce nom. On trouve aussi "Carnères" dans le Cartulaire de l'abbaye de Bonne-Espérance (1212) et "Charnières" dans le Cartulaire de l'abbaye d'Aulne (1393).
Au Moyen Âge, Carnières était un petit village rural avec une église. En 1170, une bataille sanglante opposa Henri l'Aveugle, comte de Namur, et son neveu Baudouin IV de Hainaut, au duc de Brabant, Godefroid III. Cette bataille, qui avait pour enjeu le comté de Namur, se déroula près du Beauregard. Bien que le duc de Brabant fût vaincu, il fit ravager le village par ses troupes en 1185. Dès le XIIIe siècle, Carnières fut intégré à la Seigneurie de Carnières, dépendant du Comté de Hainaut. Le manoir de la famille des de Carnières, situé sur l'un des côtés de l'actuelle Place, fut détruit en 1554, mais la ferme du château subsista jusqu'en 1879. Une partie du territoire, à l'est du village, constituait la Seigneurie d'Airmont, où un château se trouvait à l'emplacement actuel de la ferme de la Tour. En 1790, les biens des deux seigneuries furent vendus comme biens nationaux. Le dernier vestige de la Seigneurie de Carnières, le pilori, est aujourd'hui conservé dans l'Orangerie du Musée de Mariemont.
En 1643, le passage des Français sous Louis XIV, après la bataille de Rocroi, provoqua plusieurs incendies et le sac de l'église (victoire de Condé sur les Espagnols). En 1667, les troupes françaises de Louis XIV imposèrent de lourdes contributions de guerre aux habitants (investissement du pays par Turenne). En 1674, les Français passèrent lors de la bataille de Seneffe, marquant la lutte de Condé contre le prince d'Orange. En 1675, Louis XIV, accompagné de Vauban, investit les Pays-Bas, et son passage à Carnières fut marqué par de fortes réquisitions. En 1690, les troupes françaises traversèrent lors de la bataille de Fleurus où le maréchal de Luxembourg vainquit les Allemands (Ligue d'Augsbourg). En 1692, les Français passèrent pour la bataille de Steinkerque, où le maréchal de Luxembourg triompha de Guillaume d'Orange (Ligue d'Augsbourg). Cette même année, Louis XIV, lors de son passage, exigea de nombreuses prestations. En novembre 1792, après la bataille d'Anderlues, le passage des Français entraîna des meurtres et des pillages, un épisode de la bataille de Jemappes.
La paroisse de Carnières englobait une autre seigneurie, Collarmont éloignée fut réunis à celle de Carnières au XIVe siècle. En 1914, les combats font rage dans la région eut lieu les troupes française et allemandes. Un cimetière fut créé après la guerre, il se trouve dans le hameau de Collarmont. Carnières fut fusionné en 1977 avec Morlanwelz et Mont-Sainte-Aldegonde.

## Liste des bourgmestres de 1830 à 1977
- Jean-Joseph Bughin, de 1830 à 1849.
- François Bughin, de 1879 à 1889.
- M. Gochet, de 1904 à 1911.
- Léon Dieudonné, de 1912 à 1921.
- Ernest Petit, de 1927 à 1940 (POB).
- Léon Bougard, de 1947 à 1958.
- Roger Baize, de 1959 à 1964, (PSB).
- Léon Bougard, de 1964 à 1970.
- Noël Duvivier, de 1971 à 1977, (PSC).

## Patrimoine et culture

### Patrimoine architectural

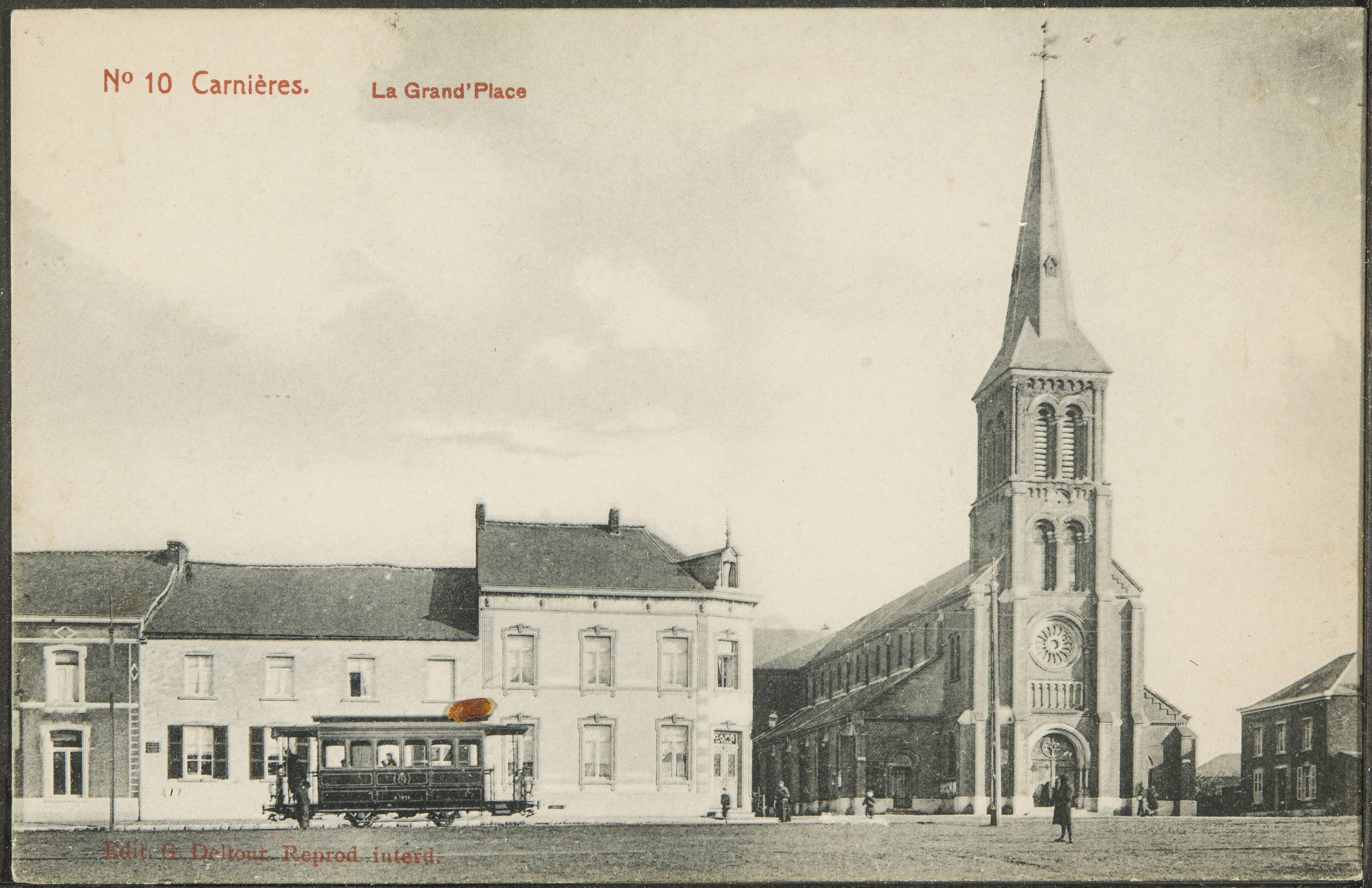
Carte postale illustrant l'ancienne église Saint-Hilaire.

- Église Saint-Hilaire. La première église, située rue Vieille Église et construite au XVe siècle au lieu-dit du Cron Chesne, a été démolie. La deuxième église, édifiée en 1873, a été consacrée au culte le 10 mai 1874 dans un style néo-roman. Le clocher atteignait une hauteur de 43 mètres. L'église a été démolie en 1979 en raison de son état de vétusté[10]. Une nouvelle église fut élevée en 1995 sur la place de Carnières en face de l'ancienne maison communale.
- Ancienne maison communale. Construite en 1837 sur un terrain vague appelé le Sablon, autrefois lié aux ouvrages avancés du château-fort de Carnières, la maison communale servit à diverses fonctions : services communaux, écoles, cave-prison, logement pour l'instituteur et le garde-champêtre. En 1878, une école de garçons de deux classes avec préau fut bâtie sur le terrain planté de peupliers à l’arrière, accompagnée d’une jolie maison de style néo-flamand pour l’instituteur. Devenue plus tard le bureau de police de Carnières, elle est utilisée à divers usages depuis la fusion des communes. La salle du Conseil ou des Mariages accueillit des toiles d’Alexandre-Louis Martin, et depuis 1937, la maison communale abrite le musée de ce peintre carniérois. Depuis la fusion du 1er janvier 1977, le bâtiment est dédié à différents services administratifs et culturels, notamment le CPAS[11].
- L'Asile du Sacré-Cœur, de style gothique flamand, se distingue par ses belles proportions et son allure presque monumentale. Un joli parc, principalement formé par le remblai de l'ancien chemin de fer, l'entoure. En 1958, de nouveaux bâtiments ont été ajoutés, notamment une belle chapelle. Depuis, la direction n'a cessé d'améliorer l'intérieur en installant des ascenseurs et d'autres équipements pour maximiser le confort, faisant de cet établissement une maison de retraite modèle[12].
- Presbytère, construit au milieu du XVIIIe siècle[13], il se situe rue Armand Defonteny.
- Moulin « À Scorces ». Construit à la fin du XVIIIe siècle, sur la Haine, au pied de la colline du Pairois[14]. Aujourd'hui c'est devenu une habitation.
- Église Saint-Joseph. Un arrêté royal du 25 octobre 1904 a érigé en paroisse succursale la partie de Carnières située au nord du chemin de fer, à l'exception des grandes fermes situées en haut de la rue du Houssu, qui restent rattachées au Centre. La paroisse de Saint-Joseph, établie aux Trieux, a vu son église construite en 1906, face à la rue Royale, près de Toutvent[15].
- Monument aux morts. Érigé à la mémoire des combattants de la Première Guerre mondiale.
- Calvaire. Ce monument de style ionique a été construit en 1879, grâce à la donation d’un terrain d’environ 15 ares par Catherine Lorent (1799-1885). Situé sur une partie élevée de la rue Vanrôme, près du pont sur la Haine, cet édifice religieux a probablement remplacé un calvaire plus modeste déjà mentionné à cet endroit dans l’Atlas Vicinal de 1846[16]. Il est situé rue Alphonse Vanrome.

### Culture
Bibliothèque, place Gonzalès Decamps, musée Alexandre Louis Martin, place de Carnières dans l'ancienne maison communale.

#### Folklore
Carnaval de Carnières, le 4e dimanche après le Feureu.

## Lieux publics

### Cimetières
Cimetière de Carnières, rue du Roujuste.

#### Cimetière militaire de Collarmont
À la suite du combat de Collarmont, en 1914, les tombes militaires s'éparpillaient un peu partout. Comme leur garde et leur entretien devenaient difficiles, le comité de la Croix-Rouge de Carnières et l'Administration Communale obtinrent de l'autorité allemande, l'autorisation de les réunir en un seul endroit. Un cimetière fut ainsi créé à la limite sud de la localité, près de la lisière du Bois de Chèvremont, là où des combats acharnés avaient eu lieu. L'Administration Communale prit les travaux à sa charge, que la Croix-Rouge supportait les frais d'exhumation. On y inhuma la plupart des soldats français enterrés à Carnières et dans les communes avoisinantes, des soldats allemands tombés sur les lieux et dans les environs ainsi que quelques soldats anglais. Après l'Armistice, on procéda à l'exhumation d'un grand nombre de soldats français dont les restes furent transportés dans leur pays. Quant aux Allemands et aux Anglais, ils furent soit rapatriés, soit inhumés dans d'autres cimetières militaires. Actuellement, le cimetière est « territoire français ». À l'un des angles de ce cimetière, près de l'entrée, un monument en pierre s'élève à la mémoire de tous les combattants qui y reposent. Un calvaire s'érige majestueusement à l'extrémité de l'allée centrale.

## Enseignement
École des Trieux, rue des écoles, académie de musique, école gardienne, rue Ferrer, Institut provincial Charles Deliège, école hôtellière, place de Carnières.

## Économie

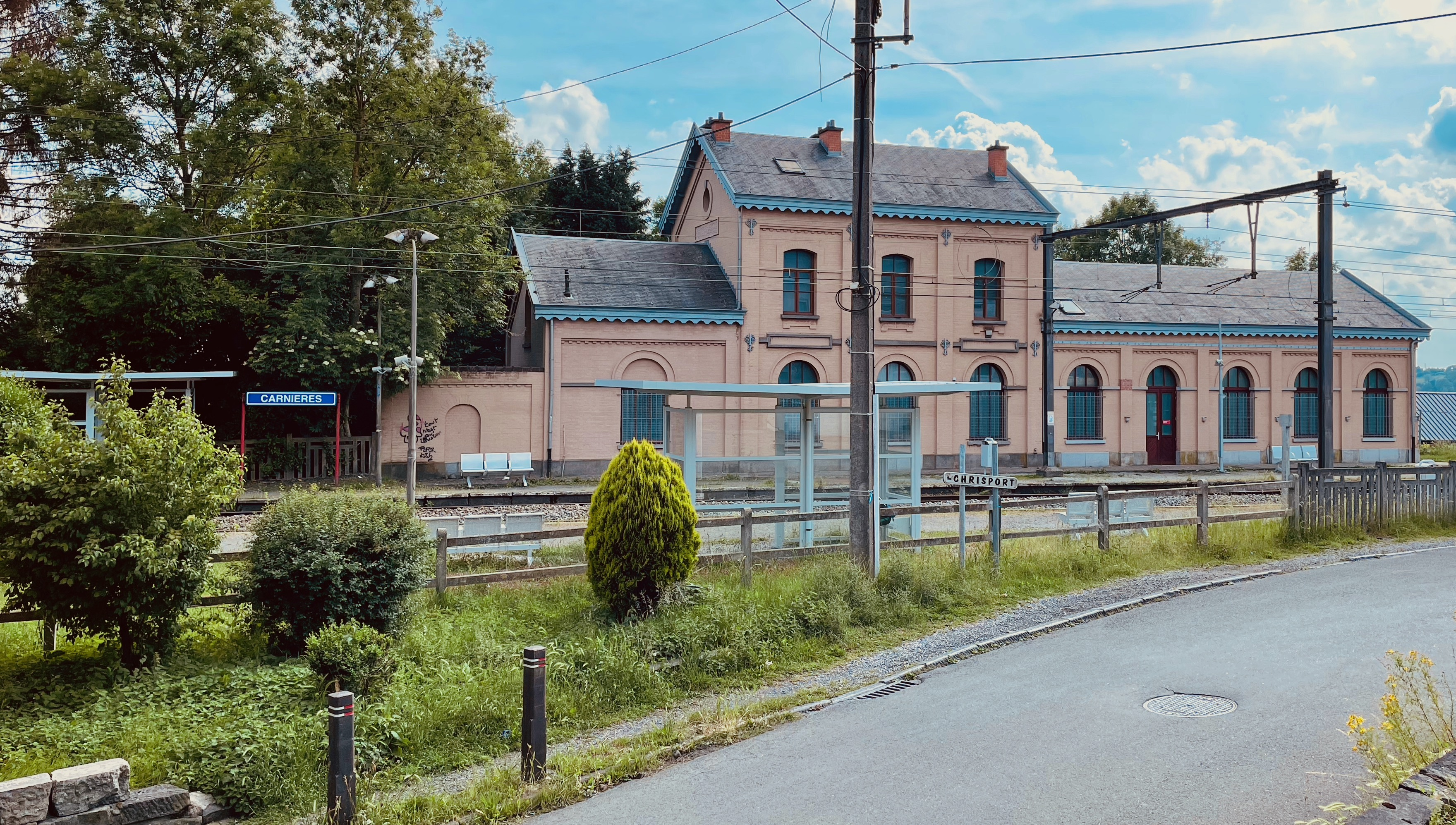
La gare de Carnières.

### Transports
Outre la desserte ferroviaire en gare de Carnières, la localité est notamment desservie par le bus 30 (Anderlues - Morlanwelz - La Louvière - Strépy-Bracquenies - Thieu) et par le bus 133, 132 des TEC Hainaut.

### Industrie
Les premières industries locales, comme la fabrication de clous et de chaînes, ont disparu, supplantées par la production mécanique. L'exploitation de la houille, commencée au début du XVIIIe siècle, comptait plusieurs puits : Saint-Éloi, Placard, Bois des Vallées. L'industrie métallurgique s'est développée avec des forges, des fonderies, un laminoir à froid, des boulonneries, clouteries, fabriques de passe-vite et radiateurs, ainsi que du fer forgé. D'autres industries diverses ont également vu le jour : fabrication de jeux de fléchettes, de jouets, de pâte à papier, scieries, menuiseries, ébénisteries, sablières et briqueteries.

#### Charbonnages
- Puits Saint-Éloi. En 1843, une concession fut attribuée à trois industriels, permettant la construction d'un charbonnage à cet emplacement, nommé Carnières-Sud. En 1885, la société de Mariemont-Bascoup l'acquit et le renomma Puits Saint-Éloi. Il cessa ses activités dans les années 1925[5].
- Puits du Placard. Une concession appelée Carnières-Nord a été acquise par la Société de Mariemont en juin 1833. Le puits a finalement été fermé en 1933.

### Services
Maison de repos : ACIS asbl Maison Notre-Dame, rue Armand Dufonteny, zone de Police Mariemont, rue du Roujuste.

## Sports et vie associative

### Sports

#### Infrastructure
- Hall de sports, rue André Renard.
- Terrain de football, rue Saint-Eloi.
- Courts de tennis, chaussée Brunehaulte.

#### Clubs
- Tennis club alliance.
- Football : RFC Carnières.
- Basketball : Basket Club Carnières.

## Personnalités liées à la commune

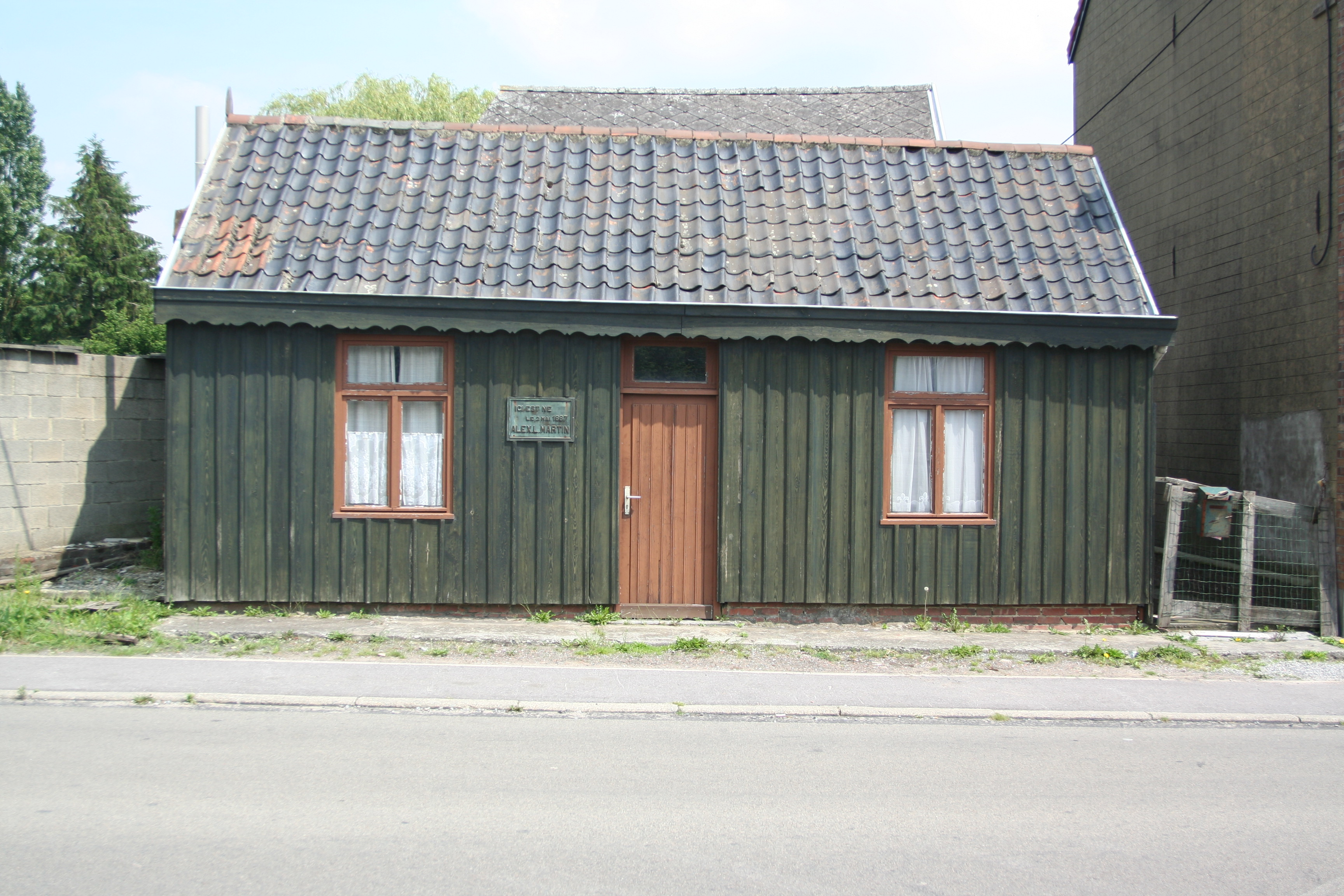
Maison natale d'Alexandre-Louis Martin, rue Saint-Éloi.

- Maison natale d'Alexandre-Louis Martin, rue Saint-Éloi.Victor Simon (1888-1972), est l'inventeur du moulin à légumes.
- Laurette Demaret, résistante, morte au combat en 1944.
- Alexandre-Louis Martin, Artiste-peintre et sculpteur, né à Carnières, le 2 mai 1887[19].
- Robert Joly, né à Carnières le 12 mai 1922 et décédé à Anderlecht, philologue, helléniste, exégète et historien belge des sources chrétiennes.
- Marceau Mairesse, homme politique.
- Laurent Van der Stockt, photojournaliste.
- Alphonse Bougard (1900-1944), carnièrois d'origine, vicaire de Courcelles résistant, mort en Allemagne en 1944[20]. Une place de Carnières porte son nom.